# Three Little Pigs, Antarktis
Three Little Pigs är en ögrupp i Antarktis. Den ligger i havet utanför Västantarktis. Argentina, Chile och Storbritannien gör anspråk på området.